# Чёрный кот (фильм, 1989)
Чёрный кот (итал. Il gatto nero) — итальянский фильм ужасов 1989 года режиссёра Луиджи Коцци. По собственным словам режиссёра картины, название не отражает сути фильма. Он вынужден был использовать его ввиду того, что американские дистрибьюторы уже купили пакет на серию произведений Эдгара По под названием «Чёрный кот», и режиссёру пришлось принять их условия, дабы снять этот фильм. Фильм не имеет никакого отношения к рассказу известного писателя.

## Сюжет
Съёмочная команда занимается производством фильма ужасов. Одним из главных отрицательных персонажей картины является ведьма Левана. Съёмки картины пробуждают реальный дух ведьмы Леваны, которая теперь пытается распространить зло по всему миру. На пути Леваны встаёт девушка Энн, которая должна была исполнять роль Леваны в готовящемся фильме.

## В ролях
- Флоренс Гуерин — Энн Равенна
- Урбано Барберини — Марк Равенна
- Каролин Манро — Нора МакДжадж
- Бретт Халси — Леонард Левин
- Луиза Манери — Сара
- Джиада Коцци — Сибил

## Фильм и трилогия о трёх матерях
Картина стала причиной разлада длительных дружеских отношений между режиссёром картины Луиджи Коцци и Дарио Ардженто, так как данная картина в определённой степени продолжила сюжетную линию фильмов Ардженто «Суспирия» и «Инферно», входящих в концептуальную историю о Трёх матерях. Сам режиссёр отрицает хоть какое-либо сходство картины с фильмом «Суспирия» (рассматриваемый фильм по ошибке иногда называют «Suspiria»), отмечая лишь наличие в своём фильме единственной сцены, где актёр цитирует Суспирию. Однако это — лишь дань уважению Дарио Ардженто.

## Критика
Луиджи Коцци говоря о фильме, упоминает наличие в нём научно-фантастической истории с сильной паранормальной компонентой, что, по его мнению, близко к истории кинофильма «Кэрри». В то же время, чтобы хоть как-то оправдать существующее наименование картины, Коцци специально использовал в некоторых кадрах без какой-либо логики чёрного котёнка.

## Выход картины
Фильм долгое время пролежал на полке, пока в конце 1990-х не вышел на видеоносителях в Англии и на кабельных каналах в США. Объясняется это тем, что между 1989 и 1990 годами в Италии изменилась кинематографические законы и, согласно одному из таких законов, фильм мог выйти на телевидении лишь в том случае, если у него есть гарантируемая телевидением продажа.